# Klasztor Căpriana
Monaster Căpriana – klasztor prawosławny położony około 40 km na północny zachód od Kiszyniowa, w pobliżu rezerwatu Kodry. Jeden z najcenniejszych zabytków sakralnych Republiki Mołdawii; cerkiew Zaśnięcia Matki Boskiej wchodząca w jego skład powstała w stylu mołdawskim i jest, obok zamku w Sorokach, najważniejszym zachowanym zabytkiem w państwie pochodzącym z okresu świetności Hospodarstwa Mołdawskiego.
Klasztor ufundował prawdopodobnie Aleksander Dobry w 1429, początkowo był nazywany Vișnăvăț i podlegał monasterowi Neamț. Cerkiew Zaśnięcia Matki Boskiej wzniesiono do 1545 w czasach panowania Piotra Raresza, w typowym dla Mołdawii planie trójkonchowym. Cieszący się opieką książąt klasztor posiadał największą w granicach dzisiejszej Republiki bibliotekę. Od 1698 monaster podlegał klasztorowi Zografu na górze Athos.
Rok po zajęciu wschodniej Mołdawii przez Rosję w 1812, zwanej odtąd Besarabią, opiekę nad klasztorem przejęła Cerkiew Rosyjska. W czasach rosyjskich odremontowano cerkiew Zaśnięcia Matki Boskiej, przebudowując kopułę w stylu rosyjskim, a następnie zbudowano cerkwie św. Jerzego (1840) i św. Mikołaja (1903). W okresie międzywojennym klasztor znajdował się na terenie Rumunii i podlegał Patriarchatowi Rumunii. Po aneksji Besarabii przez Związek Sowiecki i utworzeniu Mołdawskiej SRR w latach 1947–1989 budynki klasztorne pełniły rolę szpitala gruźliczego i domu kultury. Obecnie obiekty klasztorne pełnią ponownie funkcje religijne.
Ponieważ cerkiew Zaśnięcia Matki Boskiej jest jedyną dobrze zachowaną cerkwią z XVI stulecia w granicach Republiki Mołdawii, władze sowieckie w ramach polityki mołdawianizacji popularyzowały obraz młodszych budowli w stylu rosyjskim, by unikać sentymentów prorumuńskich – stąd często na zdjęciach widać cerkiew zimową św. Mikołaja.

## Galeria

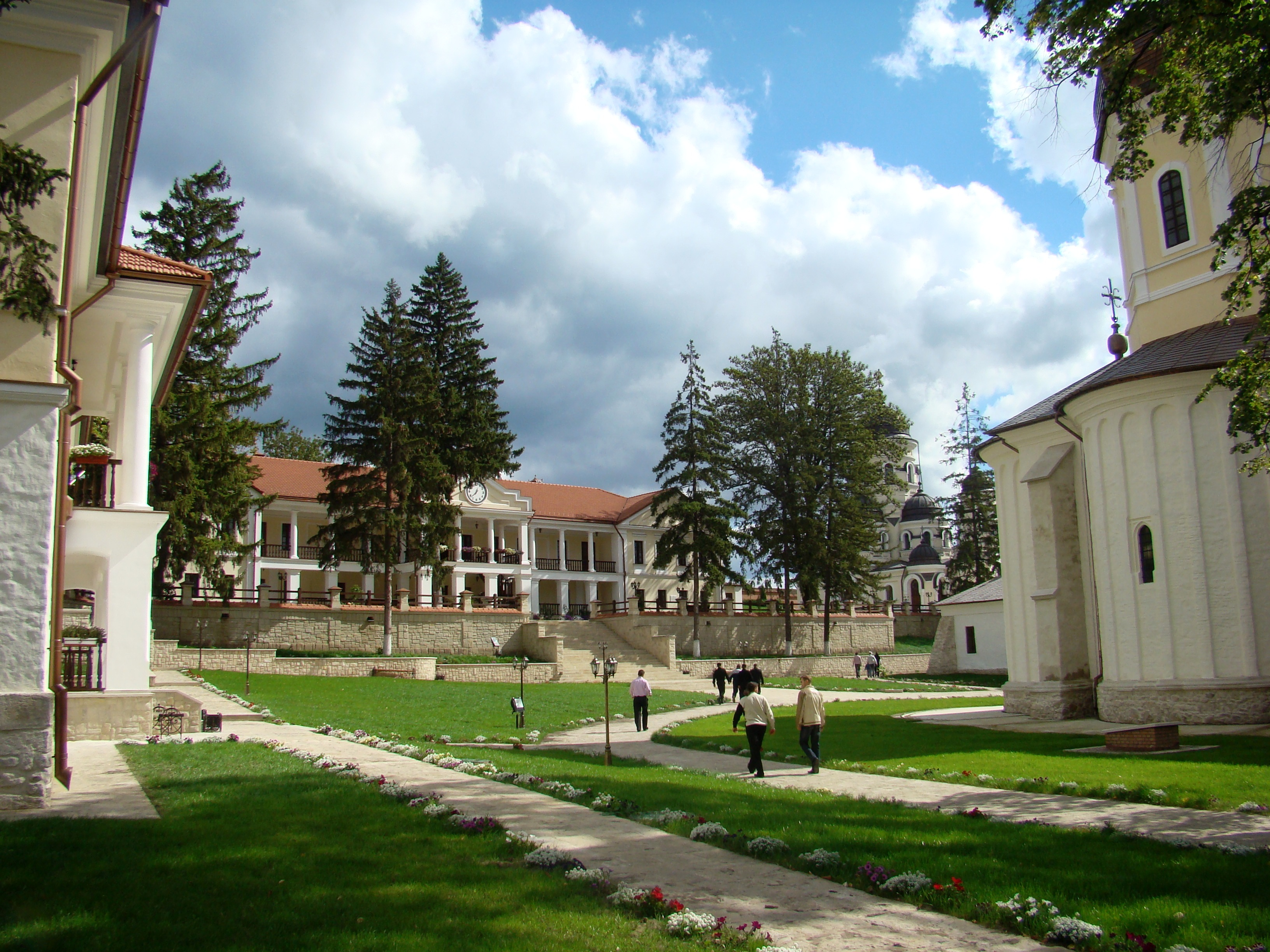
Zabudowania klasztorne
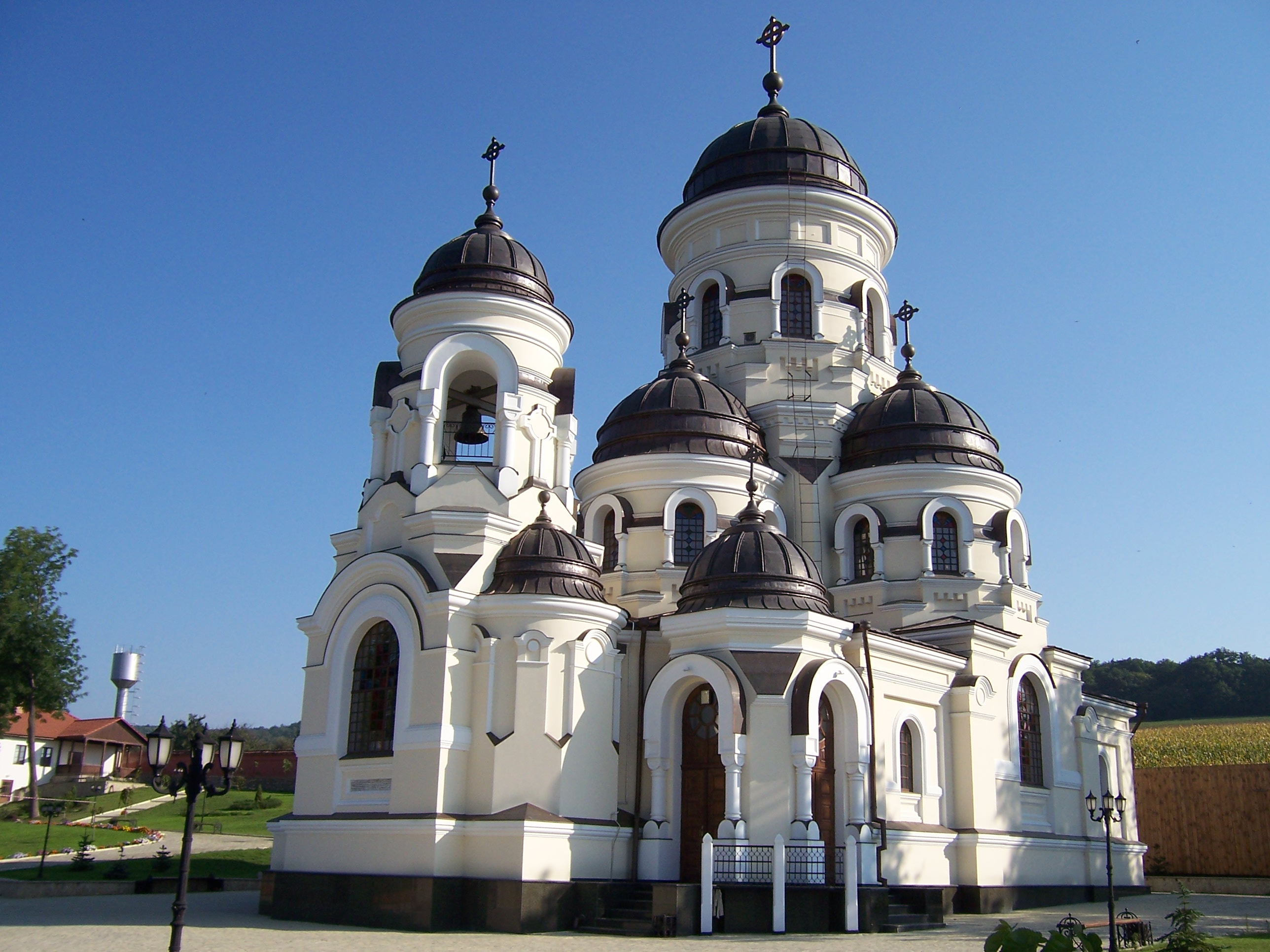
Cerkiew św. Mikołaja
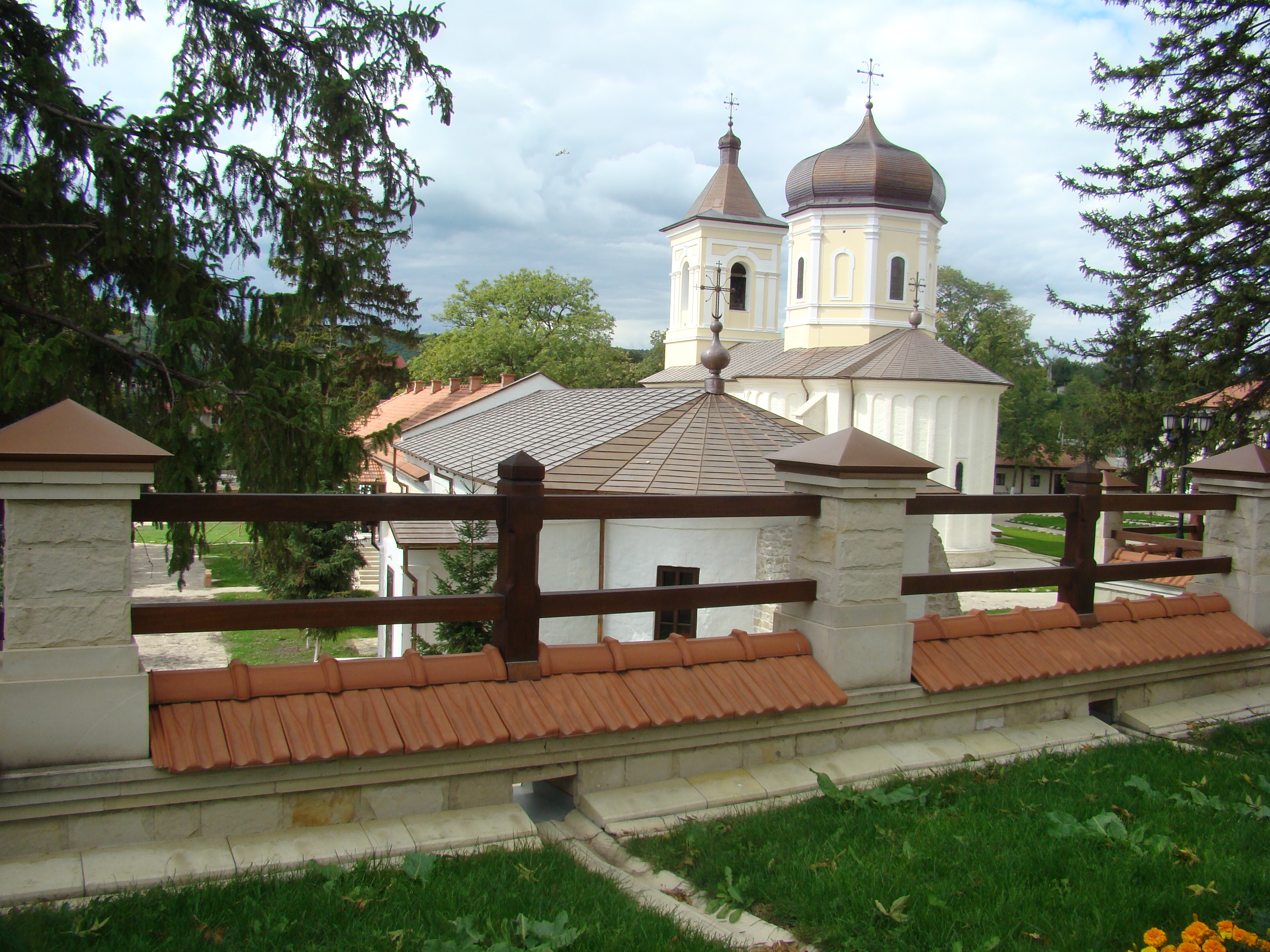
Widok na klasztor, cerkiew Zaśnięcia Matki Bożej i cerkiew św. Jerzego